# Jubastadion
Het Jubastadion is een multifunctioneel stadion in Juba, de hoofdstad van Zuid-Soedan. In dit stadion speelt het nationale elftal van Zuid-Soedan zijn thuiswedstrijden.
In dit stadion kunnen 12.000 toeschouwers. Er zijn plannen om in deze stad een nieuw stadion te bouwen met een capaciteit van 35.000 toeschouwers.
In 2009 werden er in dit stadion wedstrijden gespeeld op de CECAFA Cup 2009 onder 17. Er werden 6 wedstrijden in de groepsfase van dit toernooi gespeeld in dit stadion.